# Жилой дом (улица Станислава Прощенко, 54)
Жилой дом — памятник архитектуры местного значения в Нежине. Сейчас здесь размещается образовательный центр.

## История
Изначально объект был внесён в «список памятников архитектуры вновь выявленных» под названием Жилой дом.
Приказом Министерства культуры и туризма от 21.12.2012 № 1566 присвоен статус памятник архитектуры местного значения с охранным № 10040-Чр под названием Жилой дом.

## Описание
Дом построен в 19 веке. Дом расположен на Широкомагерской улице, но с адресом улица Станислава Прощенко (историческая Московская улица) дом № 54.
Каменный, двухэтажный на цоколе, прямоугольный в плане дом с боковым ризалитом. Фасад акцентирован пилястрами (первого этажа — рустованными пилястрами), которые завершают фронтоны. Расчленяет фасад тяга, венчает «зубчатый» карниз. Четырёхугольные оконные проёмы увенчаны наличниками, но два боковых проёма второго этажа арочные; оконный проёмы цоколя замурованные. Фасад украшен орнаментальной кирпичной кладкой. 
В 2018 году на фасаде, между оконным проёмами, установлены 6 мемориальных досок историческим личностям, связанным с историей Нежина: 
1. военным деятелям УНР И. Н. Химченко и М. Г. Шкляренко
2. военным деятелям УНР Р. С. Бжескому и Н. А. Росиневичу
3. военному деятелю УНР П. Ф. Шандруку и политическому руководителю УПА И. И. Позычанюку
4. участникам войны на Востоке Украины А. Б. Шепелюку и А. В. Юрга
5. церковному деятелю Р. О. Ракушка-Романовскому и военному деятелю Г. Гуляницкому
6. военному деятелю П. Шумейко и государственному деятелю И. Н. Золотаренко